# 七星街道 (牡丹江市)
七星街道，是中华人民共和国黑龙江省牡丹江市东安区下辖的一个乡镇级行政单位。

## 行政区划
七星街道下辖以下地区：
景福社区、紫云社区、七星社区、照庆社区、积善社区和光华社区。